# Lombard Street Research
Lombard Street Research (LSR) is een macro-economisch adviesbureau gevestigd in Londen. Het werd in 1989 opgericht door Tim Congdon. De huidige hoofdeconoom en voorzitter is Charles Dumas.
LSR adviseert vooral op het gebied van financiële- en bedrijfsdiensten. 